# Légions polonaises

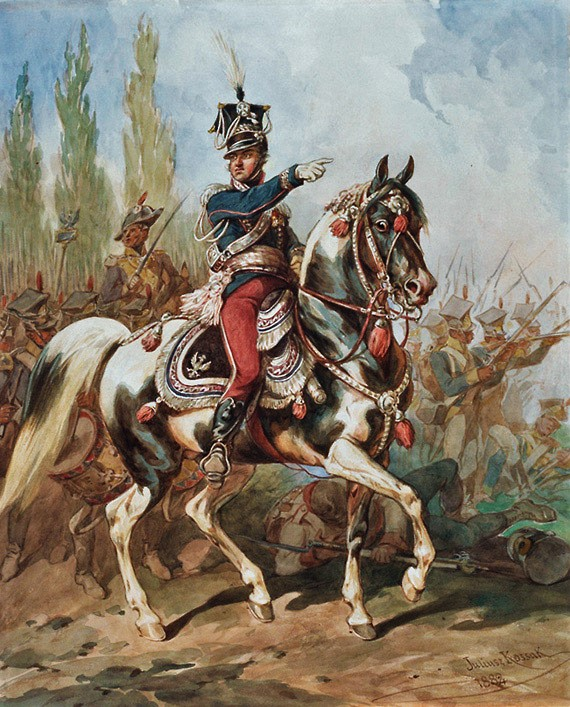
General Dąbrowski – Oberbefehlshaber der Polnischen Legion

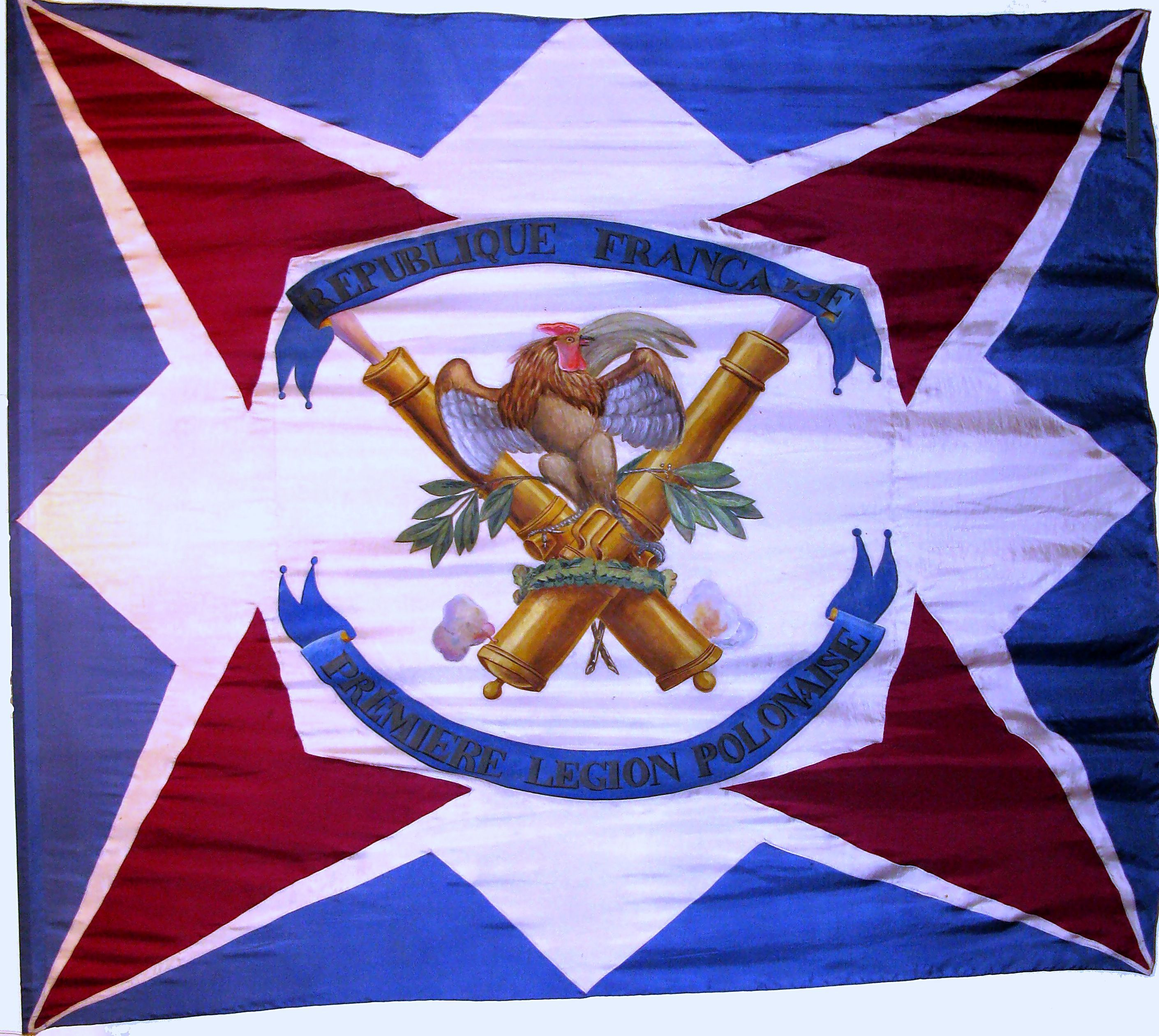
Banner der Polnischen Legion

Die Polnischen Legionen (fr. Légions polonaises) waren die von den polnischen Generälen Jan Henryk Dąbrowski (1796 in Mailand) und Karol Kniaziewicz (1798 in Straßburg) mit Genehmigung der französischen Regierung aufgestellten Truppen.
Die polnische Legion kämpfte in den Jahren 1797 bis 1800 in Italien.
Die in Straßburg aufgestellten Truppen wurden später in die französische Kolonie Haiti gesandt, um dort die haitianische Revolution zu bekämpfen und die Wiedereinrichtung der Sklaverei durchzusetzen. Die Expedition startete am 14. Dezember 1801 in Brest und landete am 3. Februar 1802 in Cap-Haïtien. Die Aktion war zunächst erfolgreich; dann aber starben viele Soldaten an Gelbfieber.
Am 31. März 1808 wurde die Légion polonaise et italienne aus westfälischen Diensten als Weichsel-Legion oder Légion de la Vistule in französische Dienste übernommen. Die Legion hatte eine Personalstärke von 5467 Mann und wurde am 18. Juni 1813 (nach dem Russlandfeldzug Napoleons) wieder aufgelöst. Sie wurde in Spanien, Russland und Deutschland eingesetzt. Reste kämpften noch 1814 und 1815 an der Seite Napoleons.
Eine weitere Polnische Legion wurde 1854 von der britischen Regierung aus in Großbritannien und in Frankreich lebenden Polen unter dem Grafen Władysław Zamoyski mit zwei Kavallerieregimentern gebildet. Sie nahm im Armeekorps des Generals Vivian am Krimkrieg teil und wurde nach dem Friedensschluss fast ganz in den osmanischen Dienst übernommen.
In Frankreich wurde 1870 unter Jarosław Dąbrowski eine Polnische Legion in der Stärke von einem Bataillon Infanterie und einer Schwadron Ulanen bei der Vogesenarmee unter Giuseppe Garibaldi errichtet.